# Aleksandr Abramov
Aleksandr Grigorjevitj Abramov, ryska: Александр Григорьевич Абрамов, född 20 februari 1959, är en rysk-cypriotisk företagsledare som är medgrundare, delägare (20,92%) och styrelseordförande för stål- och gruvföretaget Evraz plc. Han var tidigare VD för företaget mellan 1992 och 2006. Den amerikanska ekonomitidskriften Forbes rankar Abramov till att vara världens 360:e rikaste med en förmögenhet på 6,1 miljarder amerikanska dollar för den 28 september 2020.
Han avlade filosofie doktor i fysik och matematik vid Moskovskij Fieiko-Technitjeskij Institut.
Abramov äger superyachterna Triple Seven och Titan.